# Brixia neglecta
Brixia neglecta är en insektsart som beskrevs av Van Stalle 1983. Brixia neglecta ingår i släktet Brixia och familjen kilstritar. Inga underarter finns listade i Catalogue of Life.